# Laura Scaravonati
Laura Scaravonati (Casalmaggiore, 7 giugno 1978) è un'orientista italiana.

## Biografia
Campionessa Italiana in carica nelle tre specialità (Sprint, Middle e Long) e nona ai Campionati Mondiali Long 2016 tenutisi ad Agueda (Portogallo) è una presenza fissa nella squadra nazionale di Mountain Bike Orientamento dal 2007 dopo anni di alto livello nella corsa orientamento. Ai Campionati Mondiali del 2011 tenutisi da Marostica a Bassano del Grappa, in provincia di Vicenza, ha vinto una medaglia di bronzo nella specialità Long, regina della disciplina.
Ai Campionati Mondiali di Mountain Bike Orientamento del 2012 tenutisi a Veszprém in Ungheria si è classificata quinta nella specialità Middle a soli 4" dal podio.
Sesta ai Campionati Europei nella specialità Middle tenutisi in Polonia nel 2013 e decima ai Campionati Europei 2015 nella specialità Sprint che si sono svolti in Portogallo.
Vincitrice di 40 titoli Italiani in carriera tra Corsa Orientamento (15 tricolori tra il 1992-2007) e MTB Orientamento (25 tricolori dal 2006, il 40º conquistato il 09/10/2016 a Folgaria) disciplina che ha iniziato a praticare dopo vari infortuni e interventi al ginocchio dovuti alla corsa.
È una atleta della sezione Orientamento del Gruppo Sportivo Forestale da luglio 2000 ed è tesserata per la squadra Cicli Francesconi per le gare di Mountain Bike e ciclismo su strada che pratica come allenamento.
Si è classificata 5ª assoluta nel percorso da 55km con 1800 metri dislivello alla Maratona Dles Dolomites 2016, nota gara di ciclismo su strada che si svolge da trent'anni sulle Dolomiti.
In carriera ha anche partecipato a due edizioni dei Campionati Mondiali di Adventure Race, in Costa Rica nel 2013 e in Ecuador nel 2014, gara multisport che prevede MTB, corsa, kayak e arrampicata delle durata di circa 800km che si svolge a squadre (una donna con tre uomini) in autosufficienza idrica e alimentare. All'ultima partecipazione ha subito un terribile infortunio alla mano destra (vedi pagina 13 della rivista Azimut) e dopo mesi terribili durante l'inverno 2014-2015 si è fortunatamente risolto nel migliore dei modi permettendole di rientrare alle competizioni. Nel 2016 è rientrata alle gare multisport vincendo la Race Around the Rock Archiviato il 16 agosto 2016 in Internet Archive. a Lonato (BS) con SUP, trail running, MTB, tiro con la carabina e urban trail.